# Maria di Boemia
Maria di Boemia (1124 circa – dopo il 1172) fu margravina d'Austria e duchessa di Baviera dal suo primo matrimonio con il duca Leopoldo IV, nonché margravina di Baden e Verona dal suo secondo matrimonio con il margravio Ermanno III.

## Biografia
Maria era l'unica figlia del duca della stirpe Přemyslide Sobeslao I di Boemia e di sua moglie Adelaide d'Ungheria, nipote del re Géza I d'Ungheria. Per rafforzare i legami tra la nobiltà boema e tedesca, suo padre la diede in sposa al margravio della stirpe Babenberg Leopoldo IV d'Austria il 28 settembre 1138. La sposa era poco più che adolescente e lo sposo aveva circa 30 anni. L'alleanza boemo-austriaca fu confermata quando la sorella minore di Leopoldo, Gertrude, sposò il nipote di Sobeslao, il duca Vladislao II di Boemia, due anni dopo.
Nel 1139, un anno dopo il matrimonio di Maria, il re della stirpe Hohenstaufen Corrado III, dopo aver deposto il duca della stirpe Welfen Enrico X il Superbo, diede in feudo il ducato di Baviera alla dinastia Babenberg, che già governava il margraviato d'Austria dal 976. Il margravio Leopoldo era fratellastro di Corrado attraverso la madre Agnese di Waiblingen; il re potrebbe anche aver contribuito a organizzare i legami dinastici con i Přemyslidi boemi. Leopoldo prese il comando in Baviera, ma dovette comunque affrontare le rivendicazioni del fratello minore di Enrico, Guelfo I di Toscana.
Il primo matrimonio di Maria durò tre anni e terminò con la morte inaspettata di Leopoldo nell'abbazia di Niederaltaich nel 1141. Poiché il matrimonio non produsse eredi per Leopoldo, l'Austria e la Baviera furono ereditate dal fratello maggiore, il duca Enrico II.
Un anno dopo, Maria si risposò con il margravio Ermanno III, che era margravio di Baden dal 1130. Maria era la sua seconda moglie. Ermanno partecipò alla seconda crociata e nel 1151 fu insignito della marca di Verona dal re Corrado III. Rimase un fedele sostenitore della stirpe Hohenstaufen durante le Italienzug del successore di Corrado, Federico Barbarossa.
Maria ebbe i seguenti figli con Ermanno:
- (?) Gertrude di Baden († prima del 1225), che sposò nel 1180 l'ultimo esponente maschile della stirpe degli Eticonidi e conte Alberto II di Dabo († 1211).

Ermanno morì il 16 gennaio 1160. Maria scompare da allora dalle fonti, anche se potrebbe essere stata viva nel 1172. È sepolta nell'abbazia di Backnang.

## Ascendenza
|                        |                   |                          | Genitori                |  |  | Nonni |  |  | Bisnonni              |  |  | Trisnonni        |  |
|                        |                   |                          |                         |  |  |       |  |  | Bretislao I di Boemia |  |  | Ulrico di Boemia |  |
|                        |                   |                          |                         |  |  |       |  |  | Bretislao I di Boemia |  |  | Ulrico di Boemia |  |
|                        |                   | Božena di Boemia         |                         |  |  |       |  |  | Bretislao I di Boemia |  |  |                  |  |
| Vratislao II di Boemia |                   |                          |                         |  |  |       |  |  | Bretislao I di Boemia |  |  |                  |  |
|                        |                   | Giuditta di Schweinfurt  | Enrico di Schweinfurt   |  |  |       |  |  |                       |  |  |                  |  |
|                        |                   | Giuditta di Schweinfurt  | Enrico di Schweinfurt   |  |  |       |  |  |                       |  |  |                  |  |
|                        |                   | Giuditta di Schweinfurt  | Gerberga di Henneberg   |  |  |       |  |  |                       |  |  |                  |  |
| Sobeslao I di Boemia   |                   | Giuditta di Schweinfurt  |                         |  |  |       |  |  |                       |  |  |                  |  |
|                        |                   | Casimiro I di Polonia    | Miecislao II di Polonia |  |  |       |  |  |                       |  |  |                  |  |
|                        |                   | Casimiro I di Polonia    | Miecislao II di Polonia |  |  |       |  |  |                       |  |  |                  |  |
|                        |                   | Casimiro I di Polonia    | Richeza di Lotaringia   |  |  |       |  |  |                       |  |  |                  |  |
| Świętosława di Polonia |                   | Casimiro I di Polonia    |                         |  |  |       |  |  |                       |  |  |                  |  |
|                        |                   | Maria Dobroniega di Kiev | Vladimir I di Kiev      |  |  |       |  |  |                       |  |  |                  |  |
|                        |                   | Maria Dobroniega di Kiev | Vladimir I di Kiev      |  |  |       |  |  |                       |  |  |                  |  |
|                        |                   | Maria Dobroniega di Kiev |                         |  |  |       |  |  |                       |  |  |                  |  |
| Maria di Boemia        |                   | Maria Dobroniega di Kiev |                         |  |  |       |  |  |                       |  |  |                  |  |
|                        | Géza I d'Ungheria | Béla I d'Ungheria        |                         |  |  |       |  |  |                       |  |  |                  |  |
|                        | Géza I d'Ungheria | Béla I d'Ungheria        |                         |  |  |       |  |  |                       |  |  |                  |  |
|                        | Géza I d'Ungheria | Richeza di Lotaringia    |                         |  |  |       |  |  |                       |  |  |                  |  |
| Álmos d'Ungheria       | Géza I d'Ungheria |                          |                         |  |  |       |  |  |                       |  |  |                  |  |
|                        |                   | Sinadene                 | Theodoulos Synadenos    |  |  |       |  |  |                       |  |  |                  |  |
|                        |                   | Sinadene                 | Theodoulos Synadenos    |  |  |       |  |  |                       |  |  |                  |  |
|                        |                   | Sinadene                 |                         |  |  |       |  |  |                       |  |  |                  |  |
| Adelaide d'Ungheria    |                   | Sinadene                 |                         |  |  |       |  |  |                       |  |  |                  |  |
|                        |                   | Svjatopolk II di Kiev    | Izjaslav I di Kiev      |  |  |       |  |  |                       |  |  |                  |  |
|                        |                   | Svjatopolk II di Kiev    | Izjaslav I di Kiev      |  |  |       |  |  |                       |  |  |                  |  |
|                        |                   | Svjatopolk II di Kiev    | Gertrude di Polonia     |  |  |       |  |  |                       |  |  |                  |  |
| Predslava di Kiev      |                   | Svjatopolk II di Kiev    |                         |  |  |       |  |  |                       |  |  |                  |  |
|                        |                   |                          |                         |  |  |       |  |  |                       |  |  |                  |  |
|                        |                   |                          |                         |  |  |       |  |  |                       |  |  |                  |  |
|                        |                   |                          |                         |  |  |       |  |  |                       |  |  |                  |  |
|                        |                   |                          |                         |  |  |       |  |  |                       |  |  |                  |  |